# Cenate Sotto
Cenate Sotto (AFI: /ʧeˈnate ˈsotto/ Senàt Sota [sɛˈnat ˈsota , sɛnaˈsːota] in dialetto bergamasco, [hɛˈnat ˈhota , hɛnaˈsːota] nel dialetto locale) è un comune italiano di 3 995 abitanti della provincia di Bergamo in Lombardia.
Situato all'imbocco della Val Cavallina, dista circa 14 chilometri ad est dal capoluogo orobico.

## Geografia fisica
La località di Cenate Sotto è posta ai piedi del monte Misma verso la pianura, all'imbocco della Val Cavallina verso Trescore Balneario. Il territorio è collinare in parte boschivo e in parte dedicato alla coltivazione. Vi sono infatti vigneti, frutteti, ortaggi, cereali, e maggengo.

## Storia
Anche se molti storici hanno descritto il paese come un borgo di antiche origini, il primo documento che ne attesta l'esistenza risale all'anno 774, quando, nel Codex Diplomaticus del gasindio Taidone viene nominato il borgo di Casco (Re-gente per Orsone et Sabotino massarii in Cascas).
Il nome definitivo di Cenate appare qualche decennio più tardi, precisamente il 1º agosto dell'830, quando un documento di eredità recita: Casa sua de Cenate, nel marzo del 867 cenate mentre nel febbraio del 996 vi è la citazione di vicus cenate. Questo indica che vi era già dal IX secolo un villaggio abitato a cui vi fu unita una parte fortificata, il castello. Vi è infatti fino alla fine del XVI secolo l'indicazione di Cenate Sotto castello, o Cenate Sotto villa.
Il nome precedente di Casco venne utilizzato per identificare una piccola contrada, poi in territorio di Cenate Sopra.
L'epoca medievale vide il paese di Cenate Sotto in una collocazione strategica, che gli permetteva di essere in una posizione difensiva e di controllo sulla strada che dalla pianura porta in val Cavallina e a Trescore Balneario.
A tal riguardo sorsero numerose fortificazioni, la più importante delle quali è il Castello dei Lupi. Posto in una posizione predominante sull'intero paese, venne edificato per conto della famiglia Suardi, che ne subì l'esproprio da parte della Repubblica di Venezia nel 1483, perché il condottiero Guglielmo Suardi appoggiava i Visconti. Il castello fu quindi assegnato a Detesalvo Lupi, schierato con la Serenissima.
In epoca medievale furono numerose le diatribe tra i due borghi del paese (allora chiamato Cenate San Martino) divisi tra loro dal torrente Tadone. 
Questi sfociarono in ripetuti scontri dopo che san Carlo Borromeo decise di istituire, nel 1575, una seconda parrocchia, nel territorio di Cenate Sopra, dividendo di fatto il paese.
La scissione amministrativa venne ratificata nel 1611.
Nel 1927 il paese fu accorpato in un'unica entità amministrativa con i comuni di Cenate Sopra e San Paolo d'Argon, prendendo il nome di Cenate d'Argon. Il tutto durò fino al 1948, quando le tre entità vennero nuovamente scisse in singoli comuni.

### Simboli
Lo stemma e il gonfalone sono stati approvati dal consiglio comunale il 5 maggio 1982 e concessi con decreto del presidente della Repubblica del 21 marzo 1983.
Il leone e il giglio sono elementi che si riferiscono rispettivamente alle famiglie Suardi (di rosso, al leone d'oro) e Lupi (inquartato: nel 1° e 4° palato di quattro pezzi, ogni palo fasciato-centrato di cinque pezzi, di rosso, d'argento, di verde, d'argento e di rosso; nel 2° e 3° d'azzurro, al giglio di giardino d'argento, gambuto e fogliato di verde) a cui venne concesso il feudo nel 1442 da parte della Repubblica di Venezia.
La pianta di vite rappresenta il principale prodotto agricolo locale.
Il gonfalone è un drappo partito di giallo e di rosso.

## Monumenti e luoghi d'interesse
Il paese permette itinerari artistici e naturalistici di discreto interesse.
In primo luogo si trova la chiesa parrocchiale, dedicata a san Martino di Tours, edificata nel XVI secolo e riedificata nel XVII conserva il quadro di Giovan Battista Moroni raffigurante il santo protettore.
Di notevole importanza è il santuario della Madonna di Loreto, situato sul colle che sovrasta il paese. Da questa si ha una stupenda visuale di tutto il paese e parte della pianura bergamasca.
Edificato nel 1617, custodisce opere scultoree di notevole pregio. Il santuario conservava la tela di Enea Talpino detto il Salmeggia, raffigurante la Traslazione della casa di Loreto, poi collocato nella parrocchiale. Tra le più antiche va nominata la Chiesa dei Santi Nazario e Celso risalente al XII secolo.
Poco distante, salendo tramite la strada che porta verso la frazione San Rocco, da cui poi è possibile raggiungere Scanzorosciate, si trovano le chiese di San Bernardo e la parrocchiale dedicata al santo della frazione stessa, entrambe edificate nel XVII secolo. Presso la frazione di San Rocco nelle calde sere estive si tiene un evento che prende il nome di "arrocco a San Rocco". Del Seicento è la chiesa della Beata Vergine Immacolata.
A livello civile, la principale costruzione è indubbiamente il castello Lupi. Edificato dalla famiglia Suardi, alla quale fu espropriato dalla Serenissima in favore della famiglia Lupi, è dotato di saloni con affreschi settecenteschi e della piccola chiesetta di San Francesco Saverio, databile attorno al 1740.
Inoltre il territorio comunale offre numerose possibilità per chi volesse stare a contatto con la natura. Negli ultimi anni infatti si sono moltiplicate le iniziative per rivalorizzare gli spazi verdi presenti, che hanno permesso alla popolazione di ritornare a scoprire angoli suggestivi. Tra questi vi è la zona a ridosso del colle d'Argon, che è stato inserito in un Parco locale di interesse sovracomunale denominato Parco delle valli d'Argon.

## Società

### Evoluzione demografica
Abitanti censiti

### Tradizioni e folclore
Le celebrazioni per la "Madonna di Loreto" durante la settimana dell'Immacolata sono l'evento principale del calendario di Cenate Sotto. Il culmine di tali eventi sfocia nella tradizionale fiaccolata che accompagna la Madonna Nera dalla chiesa San Martino di Cenate Sotto al santuario della Madonna di Loreto posto sul colle che sovrasta il paese.

## Cultura

### Eventi

#### Music for Emergency
La manifestazione più famosa effettuata negli ultimi anni è "Music for Emergency": una serie di concerti di beneficenza (accompagnati da una festa della birra) volti a raccogliere fondi per Emergency (l'associazione umanitaria di Gino Strada). La manifestazione nacque nel 2005 ed è diventata uno degli eventi live più importanti della bergamasca.
Organizzata da "Associazione SenzaTempo" è un punto (oltre che di raccolta di fondi per beneficenza) di diffusione di una cultura di pace e solidarietà.

## Sport

### Calcio
La principale squadra di calcio della città è l'A.S.D. Cenate Sotto, che milita nel campionato di Promozione, grazie al primato ottenuto nel campionato di prima categoria della stagione 2022/2023; la massima categoria raggiunta dalla squadra è la Serie D, giocata in un'unica stagione.